# Струмски корпус
Струмският корпус (на турски: Usturma Kolordusu) е турска военна част, участвала в Балканската война. Корпусът е част от Западната османска армия. Образуван е в района на река Струма.

## Балкански войни

### Състав на 19 октомври 1912
На 19 октомври 1912 година корпусът има следния състав:
- Струмски корпус (Български фронт, под командването на Западната османска армия)
  - 14 дивизия
  - Сeрска редифска дивизия
  - Неврокопски отряд